# JAンビニANN・AN
JAンビニANN・AN（じゃんびに あんあん）とは、全国初のJA版コンビニエンスストアとして2007年3月に秋田県山本郡三種町に開業した店舗。

## 概略
2007年3月に秋田やまもと農業協同組合が地産地消運動の一環として開業した。店舗の運営は同組合の女性部員がおこない、「地域密着」と「食の安全」をコンセプトにしており、地元組合員から直接仕入れた新鮮な食材だけを用いることにより人気を呼んでいる。店舗に来られない高齢者世帯に対して配送事業もおこなっている。
2020年4月、秋田やまもと農業協同組合から地元女性農家グループ「べっけANN・AN」が運営を引き継ぎ、地域色豊かな商品を提供していた。
しかし、換気扇やエアコンなどの空調設備やスチームオーブンなどの厨房機器が老朽化し、更新するには費用負担が大きいため、営業終了を決定。2022年4月19日をもって閉店した。
看板商品だった米粉パンは、残った厨房機器で製造し、直売所で販売する予定。

## 主力商品
油が浮いてこないおにぎり、日持ちしない弁当、綺麗な色の付かない惣菜などを売り物にしている。漬物やパンにはさむソーセージまですべて手作りで、店内で調理したものを販売している。米粉パンも人気である。いずれの商品も着色料や酸化防止剤などの食品添加物はまったく使用していない。

## 店舗情報
- 所在地:〒018-2104 秋田県山本郡三種町鹿渡字町後270番地 秋田やまもと農業協同組合本店敷地内
- 営業時間:8:00から17:00まで
- 定休日:毎週水曜日